# Euphorbia pseudoracemosa
Euphorbia pseudoracemosa es una especie fanerógama perteneciente a la familia de las euforbiáceas. Es endémica de Tanzania y Zambia.

## Descripción
Es una planta herbácea perennifolia, con una raíz tuberosa cilíndrica de 10x1, 5 cm que produce un tallo leñoso subterráneo de 6 cm de largo, y tallos anuales a 7 cm de altura.

## Ecología
Se encuentra en terreno pedregoso, entre la hierba en el bosque abierto; a orilla de los lagos, en las cuestas empinadas en el suelo rocoso seco, a una altitud de 770-1650 metros.
Cercana de Euphorbia fwambensis.

## Taxonomía
Euphorbia pseudoracemosa fue descrita por (P.R.O.Bally) Bruyns y publicado en Taxon 55: 414. 2006.
Etimología
Euphorbia: nombre genérico que deriva del médico griego del rey Juba II de Mauritania (52 a 50 a. C. - 23), Euphorbus, en su honor – o en alusión a su gran vientre –  ya que usaba médicamente Euphorbia resinifera. En 1753 Carlos Linneo asignó el nombre a todo el género.
pseudoracemosa: Epíteto latino que significa "pseudo" = similar, "racemosa" = en forma de racimo.
Variedades
- Euphorbia pseudoracemosa var. lorifolia (P.R.O.Bally) Bruyns 2006
- Euphorbia pseudoracemosa var. pseudoracemosa

Sinonimia
- Monadenium pseudoracemosum P.R.O.Bally (1959).[4][5]